# The Lavender Hill Mob
The Lavender Hill Mob is een Britse filmkomedie uit 1951 van de Ealing Studios. De regie werd gevoerd door Charles Crichton; in de hoofdrollen Alec Guinness en Stanley Holloway.
Scenarist T.E.B. Clark baseerde het originele scenario voor de film op een idee dat hij kreeg bij het onderzoekingswerk voor de film Pool of London (1951) over een juwelendiefstal.
De film was een kassucces en werd bekroond met een BAFTA Award voor Beste film en een Oscar voor het scenario. Hoewel ze maar een kleine rol heeft, was het wel de eerste belangrijke film voor actrice Audrey Hepburn. In 2011 werd de film digitaal gerestaureerd.

## Verhaal
De verlegen Henry Holland werkt al twintig jaar bij een bedrijf voor goudtransport. Hij krijgt er geen enkele waardering ondanks het feit dat Holland volkomen is toegewijd aan zijn bedrijf. Hij controleert elk detail en maakt zijn collega's gek met zijn paniekaanvallen over verdachte auto's die de goudtransportwagens volgen. Maar achter deze façade van plichtsbetrachting is Holland al jaren bezig met het perfecte plan om een miljoen pond goud te stelen. Het grote probleem is echter dat het vanwege de grote risico's onmogelijk is om het goud op de Britse zwarte markt te verkopen. Holland heeft echter geen idee hoe hij het goud naar het buitenland kan smokkelen. De oplossing komt vanzelf als een nieuwe kostganger, Alfred Pendlebury, zijn intrek neemt in het kosthuis van Holland. Pendlebury is de eigenaar van een gieterij die allerlei souvenirs produceert en verkoopt, niet alleen in Engeland, maar ook in het buitenland. Voor Holland is dit de oplossing, hij wil het goud in de gieterij omsmelten tot presse papiers in de vorm van de Eiffeltoren. Hij besluit zijn idee voor te leggen aan Pendlebury en beide mannen beginnen te plannen.
Als blijkt dat Holland zal worden overgeplaatst naar een andere afdeling, moeten het misdadigersduo in spe de plannen vooruit schuiven. Ze rekruteren twee misdadigers, Lackery Wood en Shorty Fisher, die moeten optreden als handlangers bij de beroving. Het plan van Holland werkt perfect en Wood en Fisher brengen het goud over naar de bestelwagen van Pendleton en vervolgens naar diens gieterij. Om te voorkomen dat Holland verdacht wordt, is hij zogenaamd aangevallen en bijna verdronken tijdens de overval. Hij groeit uit tot de held van de dag. De recherche verhoort hem en laat zich volkomen door de bankbediende om de tuin leiden. Holland geeft allerlei misleidende informatie en de politie denkt hierdoor dat er een geheimzinnig meesterbrein achter de roof zit. Terwijl Holland wordt verhoord en geprezen en de politie op het verkeerde spoor zit, smelt Pendleton het goud om tot miniatuur Eiffeltorentjes. Vervolgens worden de kostbare presse papiers naar Frankrijk verscheept, zogenaamd voor verkoop in de kiosken in Parijs. Ze zijn voorzien van een speciale mededeling dat ze voorlopig niet verkocht mogen worden.
Maar de verkoopster van de souvenirwinkel bij de Eiffeltoren begrijpt de boodschap verkeerd en plaatst de gouden Eiffeltorentjes in haar kiosk. Al snel heeft ze er zes verkocht aan een groepje Engelse schoolmeisjes. Pendlebury en Holland moeten hals over kop naar de veerboot in Calais om de meisjes te achterhalen. Maar allerlei oponthoud doet ze letterlijk en figuurlijk de boot missen. Ze reizen naar Londen en weten daar de meeste Eiffeltorentjes te achterhalen en te ruilen voor een identiek, metalen exemplaar en tien shilling. Een meisje echter heeft haar gouden exemplaar aan haar vriend gegeven, een politieman. Die politieman werkt op Hendon Police College waar ook de politie-inspecteur aanwezig is die de goudroof onderzoekt. De inspecteur heeft al argwaan met betrekking tot Pendletons gieterij en de gouden Eiffeltoren is voldoende om zijn argwaan te bevestigen. Pendleton speelt hoog spel en rukt de Eiffeltoren uit de handen van zijn nieuwe eigenaar. Samen met Holland vlucht hij in een politiewagen. Uiteindelijk wordt hij gearresteerd, maar Holland weet uit te wijken naar Rio de Janeiro. Daar wordt hij later ook opgepakt.

## Rolverdeling
| Acteur            | Personage         |
| ----------------- | ----------------- |
| Alec Guinness     | Henry Holland     |
| Stanley Holloway  | Alfred Pendlebury |
| Sid James         | Lackery Wood      |
| Alfie Bass        | Shorty Fisher     |
| Marjorie Fielding | Mevrouw Chalk     |
| Edie Martin       | Juffrouw Evesham  |
| John Salew        | Parkin            |
| Ronald Adam       | Turner            |
| Arthur Hambling   | Wallis            |
| Gibb McLaughlin   | Godwin            |
| John Gregson      | Farrow            |
| Clive Morton      | Brigadier         |
| Sydney Tafler     | Clayton           |
| Marie Burke       | Señora Gallardo   |
| Audrey Hepburn    | Chiquita          |

## Titel
Lavender Hill is een straat in de wijk Battersea in Zuid-Londen, in de buurt van Clapham Junction station. De bendeleden slaan hun slag op Lavender Hill.

## Acteurs

### Hoofdrollen
Alec Guinness had in 1949 internationale roem geoogst met de komedie van de Britse Ealing studio Kind Hearts and Coronets waarin hij acht verschillende personages speelde. Om even afstand te nemen van komedie speelde hij vervolgens in het melancholische drama Last Holiday (1950) en de historische film The Mudlark als de Britse premier Disraeli. Het werd geen succes en in 1951 keerde Guinness snel terug naar de Ealing Studio's voor een nieuwe komedie The Lavender Hill Mob. Voor de film waren een aantal grote namen van de Britse cinema ingehuurd. Stanley Holloway bijvoorbeeld, was een van de bekende sterren van de Ealing Studio's en zou later op toneel en film gestalte geven aan het personage Alfred P. Doolittle uit My Fair Lady. Sid James had al tientallen rollen gespeeld in speelfilms. Later werd hij beroemd met de in Engeland zeer populaire 'Carry on...'-films, waarin hij regelmatig acteerde.

### Bijrollen
In 1951 was Audrey Hepburn nog een actrice die slechts wat kleine rollen had gespeeld in minder bekende films. De bedoeling was dat ze nu haar eerste grote rol zou krijgen in een grote studiofilm. Maar de opnameperiode viel ongelukkig genoeg samen met de verplichtingen die Hepburn had op het toneel, dus is haar rol beperkt tot een korte scène waarin ze één zin zegt. Een andere acteur die debuteerde was Robert Shaw, ook zijn rol (een technicus van het politielaboratorium) was aanvankelijk groter. Het merendeel van zijn scènes belandde echter op de grond van de montagestudio.

## Scenario

### Een nietszeggend mannetje
Scenarist T.E.B. (Thomas Ernest Bennett), "Tibby" Clarke was een van de bekendste scenaristen van de Ealing Studios. Hij was een voormalige krantencolumnist die in 1939 had willen dienst nemen in het Britse leger. Hij werd geweigerd waarop hij zich aanmeldde bij de politie. Zijn belevenissen als agent gaven hem nieuwe inspiratie om te schrijven en al snel ontwikkelde hij zich tot auteur van misdaadverhalen en -scenario's. Na de oorlog werd hij door het hoofd van Ealing, Michael Balcon aangetrokken om voor de studio te werken. Het was Balcon die hem opdroeg een scenario te schrijven voor een misdaadfilm die zich zou afspelen rondom de dokken van de Pool of London. De Pool is gelegen aan de Thames tussen London Bridge en Tower Bridge en omvat ook het financiële centrum van Londen, The City. Clarke deed onderzoek in de wijk en raakte geïntrigeerd door de bestelwagens die goudstaven vervoerden voor de banken. Een van de details die bleef hangen was het uiterlijk van een van de begeleiders, een nietszeggend klein mannetje dat de leiding had over de transporten. Clarke kreeg inspiratie om een scenario te schrijven waarin een soortgelijk mannetje het goudtransport berooft.

### Het gouden idee
Clarke besprak het idee met Bacon die er gelijk een goede komedie in zag. Hij haalde Clarke van Pool of London af (het werd uiteindelijk een succesvolle film in 1951) en zette hem op het nieuwe project The Lavender Hill Mob. Clarke besprak zijn film idee met vertegenwoordigers van de Bank of England. Wat hij nog miste was de manier waarop de saaie bankbediende uit het scenario een miljoen pond aan goud ging stelen. Een van de medewerkers van de Bank kwam met het gouden idee, het goud zou worden omgesmolten tot souvenirs en het land uitgesmokkeld. Clarke kon aan het werk. De enige ingreep in zijn scenario door de studio was het einde. Aanvankelijk liet Clarke de vier dieven met de buit ontkomen naar het buitenland, maar Ealing was hier niet blij mee. Men wilde film ook aan de VS verkopen en daar was de Hays Code van kracht, Hollywoods eigen zelfcensuur. De code verbood films waarin misdaad loonde, dus moest Clarke met pijn in het hart zijn criminelen laten arresteren.

## Locaties
De film werd grotendeels op locatie opgenomen in Londen en Parijs. Opvallend is de nog altijd niet weggewerkte schade van de bombardementen uit de Tweede Wereldoorlog in Londen. Er werd opnamen gemaakt in onder ander het Bank Underground Station, de Bank of England, Threadneedle Street, Bramley Arms Pub, Bramley Road, in Notting Hill, Cheapside, Carlton Road, Ealing (zebrapad), Gunnersbury Park, Queen Victoria Street, Blackfriars, RAF Northolt, Ruislip, de Seine en de Eiffeltoren in Parijs.

## Prijzen
De film won een Oscar voor Beste scenario en een BAFTA voor beste Britse film. Guinness werd genomineerd voor een Oscar voor Beste mannelijke hoofdrol.